# Lophoproctidae
Lophoproctidae (лат.) — семейство двупарноногих многоножек (Diplopoda) из отряда Polyxenida.

## Описание
Мелкие многоножки с длиной тела 1,2 — 4,2 мм и пучками щетинок. Очень однородное семейство, обитающее в основном в верхних слоях почвы и в пещерах, имеют девять или десять тергитов плюс тельсон.
Лофопроктиды отличаются мягким телом, несущим щетинки на заднем конце каждого диплосегмента; они слепы и обычно лишены пигментации. У взрослых особей 13 пар ног с внутренними подушками ног, за исключением особей одного вида (Lophoturus madecassus), у которых только 11 пар ног.

## Систематика
6 родов и более 30 видов.
Alloproctoides Marquet & Condé 1950

Ancistroxenus Schubart 1947

Lophoproctinus Silvestri 1948

Lophoproctus Pocock 1894

Lophoturus Brölemann 1931

Plesioproctus Condé 1964